# Corupția în Venezuela
Nivelul corupției din Venezuela este foarte ridicat în standardele mondiale și este răspândit la multe niveluri ale societății venezuelene. Descoperirea petrolului în Venezuela la începutul secolului al XX-lea a agravat corupția politică. Cantitatea mare de corupție și gestionarea defectuoasă din țară au dus la dificultăți economice severe, făcând parte din criza din Venezuela. Un sondaj Gallup din 2014 a constatat că 75% dintre venezueleni credeau că corupția era răspândită în guvernul venezuelean. Nemulțumirea față de corupție a fost citată de manifestanți ca unul dintre motivele protestelor din Venezuela din 2014 și 2017.
Conform Indicelui de percepție a corupției din 2023 al Transparency International, Venezuela a obținut un scor de 13 pe o scară de la 0 („foarte corupt”) la 100 („necorupt”). Când este clasată după scor, Venezuela ocupă locul 177 din cele 180 de țări incluse în Indice, unde țara cu cel mai bun scor este percepută ca având cel mai cinstit sector public. Pentru comparație cu scorurile mondiale, cel mai bun scor a fost 90 (locul 1), scorul mediu a fost 43 și cel mai slab scor a fost 11 (locul 180). Comparativ cu scorurile regionale, cel mai mare scor dintre țările din Americi a fost 76, scorul mediu a fost 43, iar cel mai mic scor a fost cel al Venezuelei, 13.
În 2023, Transparencia Venezuela a anunțat că suma de bani implicată în cazuri judiciare din 26 de țări diferite care investighează corupția guvernamentală a ajuns la cel puțin 70 de miliarde de dolari.

## Istorie
Istoria Venezuelei a fost marcată de o „prezență persistentă și intensă a corupției”, conform Cato Institute. În 1991, autoarea Ruth Capriles a scris Istoria corupției în Venezuela este istoria democrației noastre, descriind numeroasele cazuri de corupție din țară. În 1997, organizația venezueleană Pro Calidad de Vida a afirmat că aproximativ 100 de miliarde de dolari din veniturile din petrol au fost risipite în cei 25 de ani anteriori, conform Cato Institute.

### Simón Bolívar (1813–1830)
În timpul Războiului de Independență al Venezuelei în 1813, Simón Bolívar a emis un decret prin care orice act de corupție era pedepsit cu moartea, conform Cato Institute. Autorii Beddow și Thibodeaux au afirmat că Karl Marx l-a numit pe Bolívar un „[f]alsificator, dezertor, conspirator, mincinos, laș și jefuitor”. Marx l-a respins pe Bolívar ca fiind un „fals eliberator care a căutat doar să păstreze puterea vechii nobilimi creole la care el însuși făcea parte”. Conform lui Marx, după ce Bolívar a ajuns la Caracas în 1813, „dictatura lui s-a dovedit rapid a fi o anarhie militară, lăsând cele mai importante afaceri în mâinile favoriților, care au risipit finanțele țării și apoi au recurs la mijloace odioase pentru a le restabili”. Pe 1 ianuarie 1814, o adunare s-a reunit și „o junta a celor mai influente persoane din Caracas” s-a adunat sub conducerea lui Bolívar, numindu-l oficial dictator. Trei ani mai târziu, Bolívar, care avea o relație dificilă cu generalul Manuel Piar, ar fi creat un plan de a-l elimina pe Piar, care implica acuzații false, cum că Piar „ar fi conspirat împotriva albilor, ar fi plănuit să-l omoare pe Bolívar și ar fi aspirat la puterea supremă”, ceea ce a dus în final la execuția lui Piar pe 16 octombrie 1817.
În timpul președinției sale din anii 1820, Bolívar a emis două decrete prin care a afirmat că corupția este „o violare a interesului public” și a întărit decretul său afirmând că astfel de acțiuni erau pedepsite cu moartea, conform Cato Institute. Cu toate acestea, sub conducerea lui Bolívar, au fost date ordine de a jefui orașele, iar ornamentele bisericilor au fost furate pentru a finanța forțele sale militare. În 1826, Congresul Gran Colombia, care era subordonat lui Bolívar și care se confrunta cu probleme financiare, i-a acordat lui Bolívar peste 1 milion de pesos, în timp ce alți oficiali au recurs la apropierea și exproprierea din bunurile publice. Marx a afirmat că instigarea de către Bolívar a mai multor situații armate pentru a-și menține puterea și dorința sa de „a transforma întreaga Americă de Sud într-o republică federativă, cu el însuși ca dictator” a dus în cele din urmă la căderea sa.

### Antonio Guzmán Blanco și Joaquín Crespo (1870–1899)

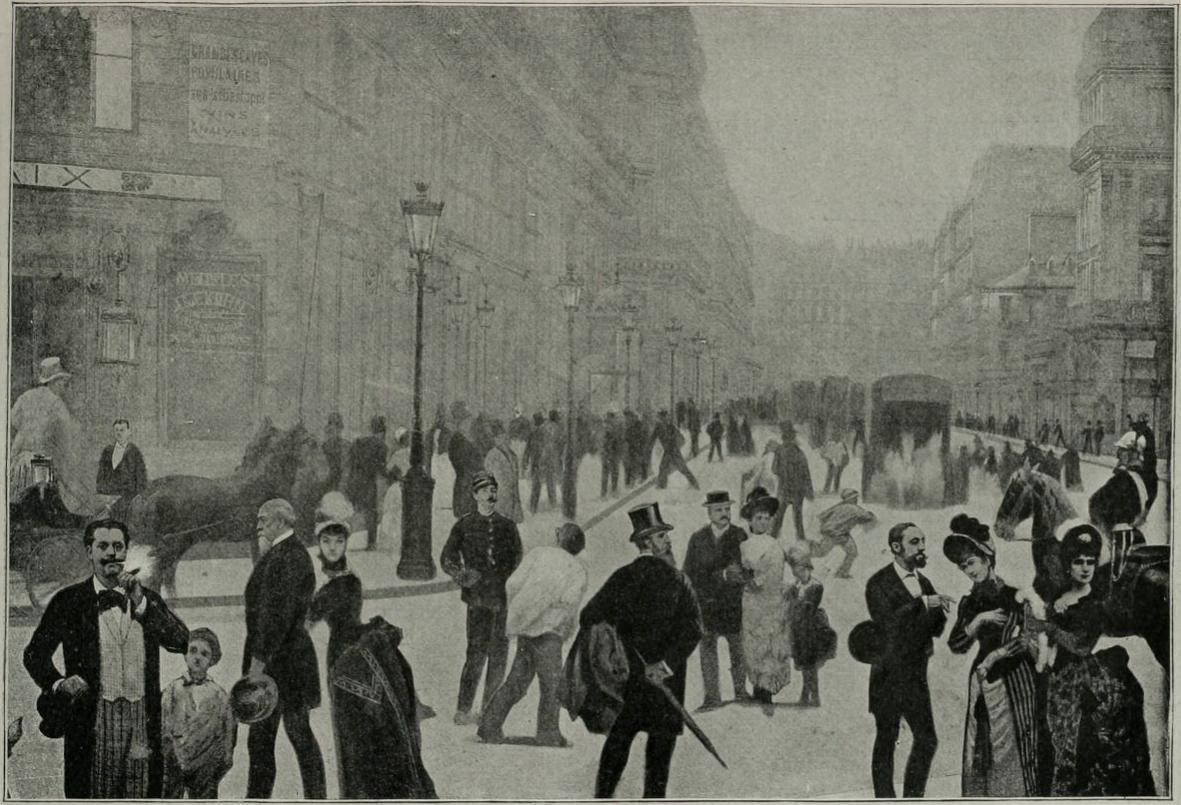
O imagine din 1889 a lui Guzmán din Paris, Franța. El este în prim plan, al treilea din stânga.

Antonio Guzmán Blanco a condus un guvern venezuelean destul de stabil, care, se presupune, era plin de corupție. El a încercat să transforme Venezuela dintr-o „țară înapoiată și sălbatică” într-una mai prosperă, admirând Statele Unite și, în special, Franța. Guzmán ar fi furat bani din tezaur, ar fi abuzat de putere și, după un conflict cu un episcop, a expulzat orice cler care nu era de acord cu el și a confiscat proprietăți ale Bisericii Catolice. Când s-a confruntat cu o dezaprobare severă în timpul administrației sale, Guzmán Blanco a ordonat exhumarea și reînhumarea corpului lui Simon Bolivar în Panteonul Național al Venezuelei pentru a crea iluzia că susține idealurile lui Bolívar, în ciuda viziunilor complet opuse ale celor două persoane.
În 1884, Guzmán l-a numit pe Joaquín Crespo ca succesor al său și să servească sub conducerea sa. Crespo era cunoscut pentru stabilirea „inelului de fier” prin crearea de conexiuni cu oficialii înainte de sfârșitul primului său mandat în 1886. El și-a plasat aliații în funcții în Congres pentru a garanta realegerea sa, ceea ce l-a supărat pe Guzmán. A urmat apoi o luptă pentru putere între cei doi, lăsând politica venezueleană slăbită în urma sa. După ce o rebeliune a fost inițiată împotriva lui Crespo de către José Manuel Hernández în martie 1898, Crespo a condus trupele pentru a înfrunta rebelii, dar a fost ucis de un glonț rătăcit.
La sfârșitul vieții sale, Guzmán a încercat să guverneze Venezuela din Europa până la moartea sa la Paris pe 28 iulie 1899, lăsând un vid politic din cauza pierderii celor doi lideri într-un interval de puțin peste un an.

### Cipriano Castro (1899–1908)
Cipriano Castro a fost guvernator al Táchirei până când a fost înlăturat și exilat în Columbia în 1892. Apoi și-a adunat o avere considerabilă prin comerțul ilegal cu vite și a angajat o armată privată cu care intenționa să mărșăluiască spre Caracas. După o lovitură de stat reușită în 1899, dictatura sa a fost una dintre cele mai corupte perioade din istoria Venezuelei. Odată ajuns la putere, Castro a început să jefuiască tezaurul și să modifice constituția în favoarea administrației sale. A avut opozanți politici uciși sau exilați, a trăit extravagant și a distrus diplomația cu țările străine. A provocat numeroase acțiuni externe, inclusiv blocade și bombardamente ale navelor britanice, germane și italiene care încercau să pună în aplicare pretențiile cetățenilor lor față de guvernul lui Castro. Secretarul de stat al SUA Elihu Root l-a numit pe Castro o „brută nebună”, în timp ce istoricul Edwin Lieuwen l-a catalogat drept „probabil cel mai rău dintre multele dictaturi ale Venezuelei”.

### Juan Vicente Gómez (1908–1935)
Între 1908 și 1935, dictatorul Juan Vincente Gomez a deținut puterea, iar actele sale de corupție au fost comise doar cu „colaboratori rapizi”, conform Cato Institute. La momentul morții sale, el era de departe cel mai bogat om din țară. A făcut puține pentru educația publică și a disprețuit principiile democratice de bază. Crima sa nemiloasă de a înfrunta opozanții prin intermediul poliției sale secrete i-a câștigat reputația de tiran. De asemenea, a fost acuzat de opozanți că a încercat să transforme țara într-un fief personal.

### Marcos Pérez Jiménez (1952–1958)

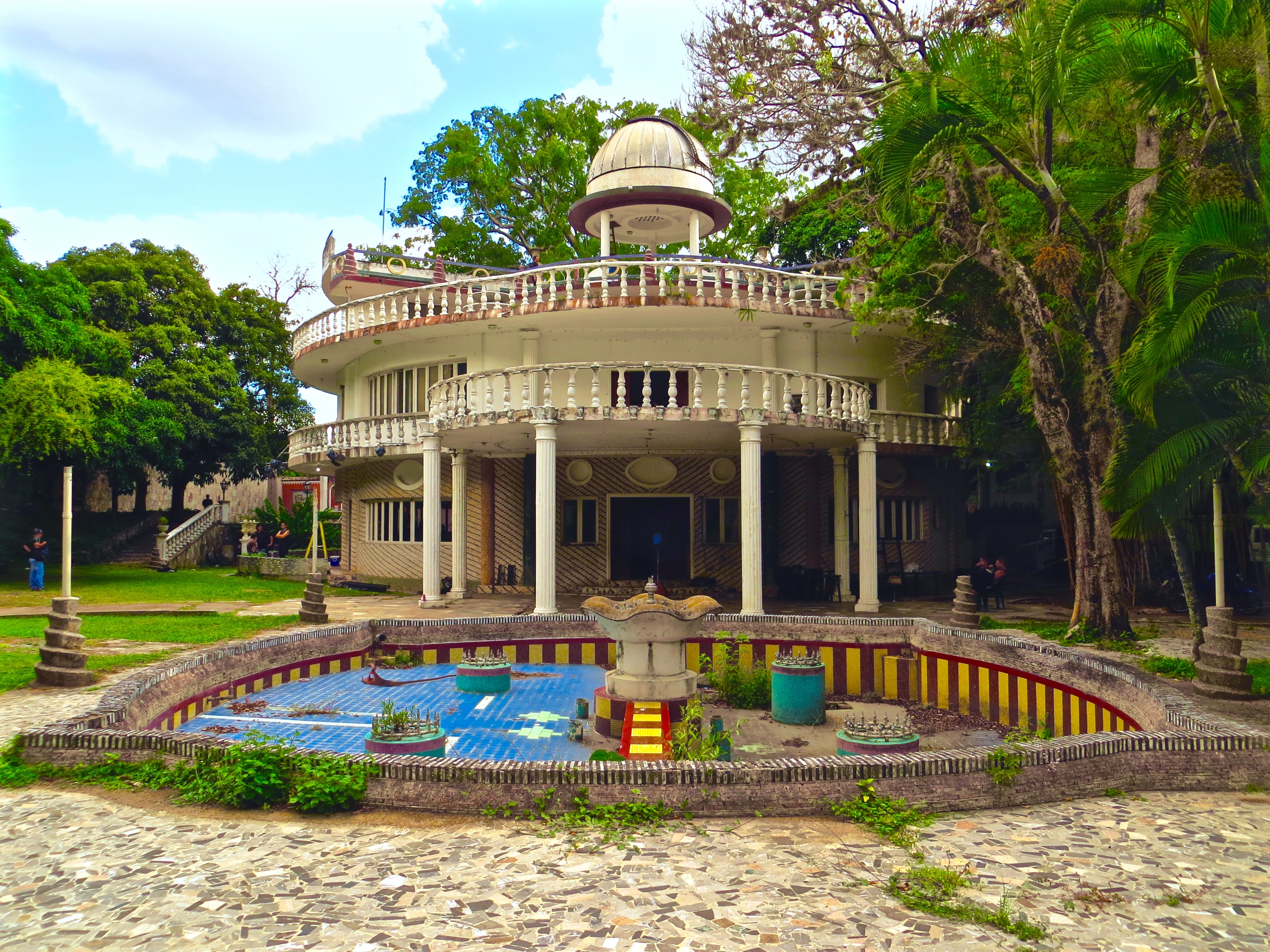
O casă a lui Marcos Pérez Jiménez care avea fântâni, o piscină, un lift, un observator și tuneluri.

Marcos Pérez Jiménez a preluat puterea printr-o lovitură de stat în 1952 și s-a declarat președinte provizoriu până a fost ales oficial în 1953. Poliția secretă a guvernului, Seguridad Nacional, a fost extrem de represivă împotriva criticilor regimului și a vânat nemilos și i-a închis pe cei care se opuneau dictaturii. În 1957, în timpul perioadei de realegere, alegătorii aveau doar opțiunea de a vota „da” sau „nu” pentru un nou mandat pentru Jiménez. Pérez Jiménez a câștigat cu un avantaj considerabil, deși, conform multor surse, numărătoarea a fost evident trucată.
Pe 23 ianuarie 1958, a avut loc o lovitură de stat împotriva lui Pérez Jiménez. Fugind din Palatul Miraflores, Pérez Jiménez s-a dus la Aeroportul La Carlota pentru a căuta exil în Republica Dominicană. În timp ce se grăbea să părăsească Venezuela, Pérez Jiménez a lăsat 2 milioane de dolari într-o valiză pe pista Aeroportului La Carlota.

### Democrație (1958–1999)
În timpul primei administrații a lui Carlos Andrés Pérez între 1974 și 1979, criza petrolului din 1973 a făcut ca profiturile din petrol să ajungă la niveluri record. Guvernul său a crescut substanțial datoria națională, a naționalizat industria petrolieră în cadrul PDVSA, precum și industria de fier, a creat noi companii de stat, a naționalizat banca centrală și a înlocuit consiliul său cu membri ai cabinetului, eliminând astfel independența băncii. Rezultatul acestor politici a fost un sistem de patrimonialism și creșterea corupției guvernamentale. În 1980, Congresul Venezuelei l-a găsit pe Carlos Andrés Pérez responsabil politic pentru supraprețul achiziționării navei Sierra Nevada, dar l-a achitat de responsabilitatea administrativă și morală.
În timpul președinției lui Jaime Lusinchi, au fost irosite 36 de miliarde de dolari din programul de schimb valutar RECADI, potrivit Cato Institute. Au fost emise mandate de arestare pentru cinci oameni de afaceri pentru importuri false în Venezuela ca parte a programului de schimb valutar, dintre care omul de afaceri chinez Ho Fuk Wing a fost încarcerat timp de trei ani înainte de a fi condamnat și închis pentru încă patru luni.
Pe 20 martie 1993, Procurorul General Ramón Escovar Salom⁠(es)[traduceți] a introdus acțiune împotriva președintelui Pérez pentru delapidarea a 250 de milioane de bolivari dintr-un fond discreționar prezidențial, sau partida secreta. Problema a fost adusă inițial în atenția publicului în noiembrie 1992 de jurnalistul José Vicente Rangel. Pérez și susținătorii săi susțin că banii au fost folosiți pentru susținerea procesului electoral din Nicaragua. Pe 20 mai 1993, Curtea Supremă a considerat acuzația valabilă, iar a doua zi Senatul a votat pentru a-i ridica imunitatea lui Pérez. Pérez a refuzat să demisioneze, dar după cele 90 de zile maxime de concediu temporar permise președintelui conform Articolului 188 din constituția din 1961, Congresul Național l-a demis pe Pérez din funcție pe 31 august.

## Revoluția Bolivariană

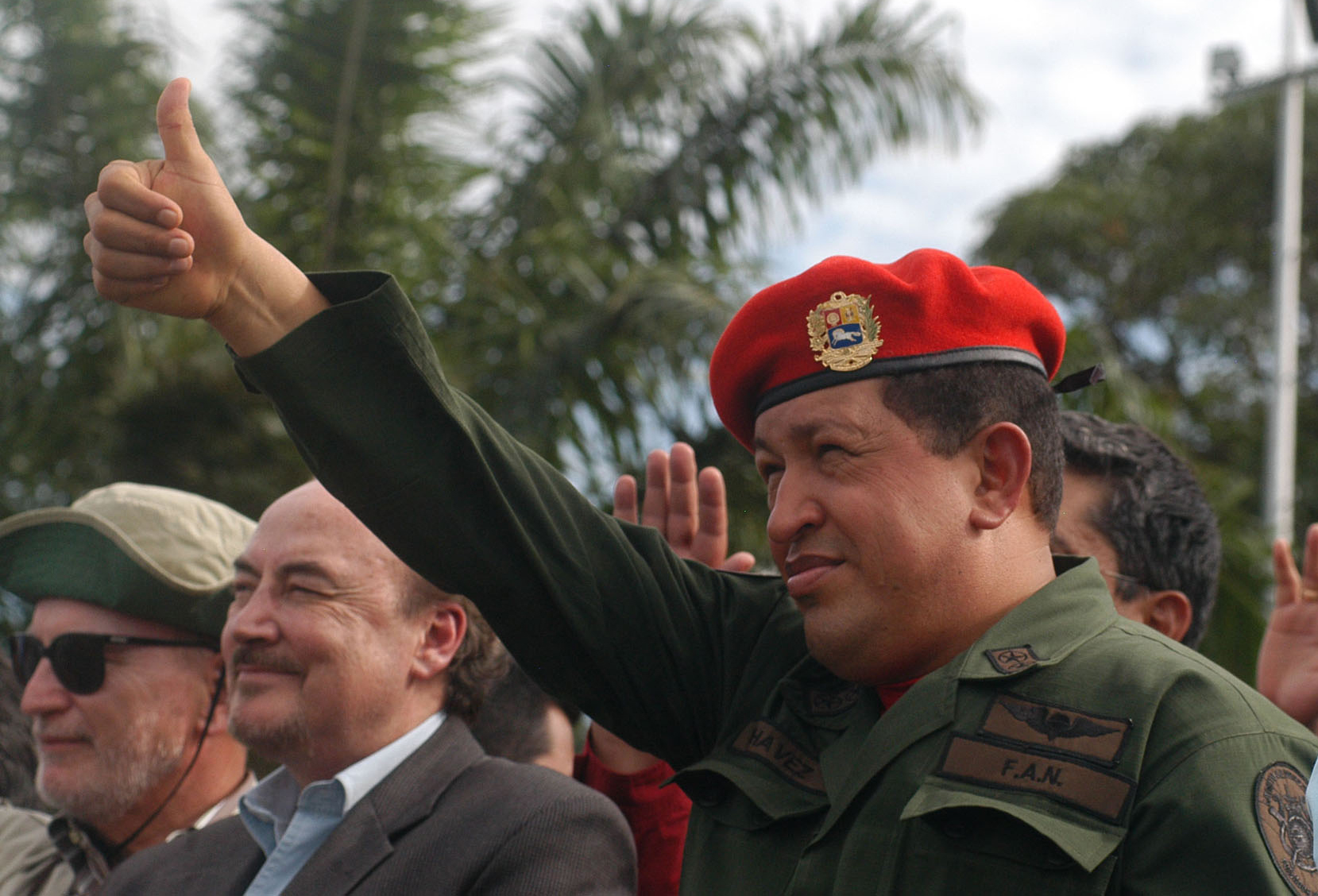
Hugo Chávez purtând haine militare standard în 2010.

Guvernul instaurat după Revoluția Bolivariană inițiată de Hugo Chávez a fost frecvent acuzat de corupție, abuzuri economice în scop personal, răspândirea de „propagandă bolivariană”, cumpărarea loialității armatei, implicarea oficialilor în traficul de droguri, ajutor acordat teroriștilor, intimidarea mass-mediei și abuzuri ale drepturilor omului față de cetățenii săi. Conform Foreign Policy, corupția din Venezuela l-a ajutat pe Hugo Chávez să ajungă la putere și s-a agravat sub guvernul bolivarian. Deși guvernul bolivarian susține că a implementat linii directoare stricte și legi pentru a descuraja corupția, aplicarea acestor legi anticorupție a fost slabă datorită concentrării puterii în guvern, ceea ce a dus la o responsabilitate redusă pentru corupție și a făcut-o să devină prevalentă în întreaga Venezuelă.

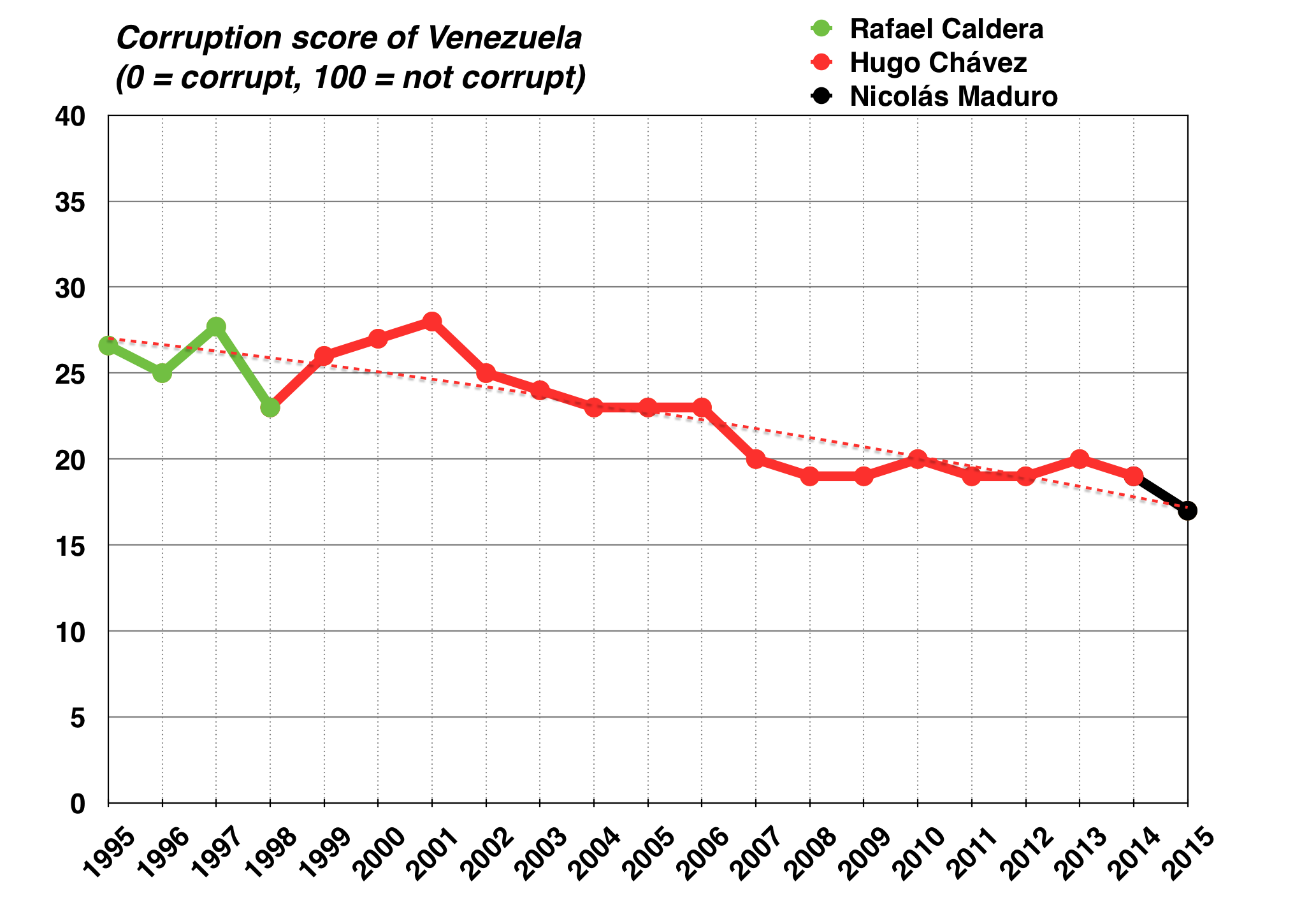
Scorul de corupție conform Indicelui de percepție a corupției.
Sursa: Transparency International

Succesorul lui Chávez, Nicolás Maduro, a fost criticat pentru că a permis corupția să rămână în guvern. Într-un articol publicat de The Washington Post, situația gravă a Venezuelei sub Maduro a fost descrisă ca „un dezastru cauzat de om”. Guvernul bolivarian a fost, de asemenea, văzut ca „un stat de gangsteri care nu știe să facă altceva decât să vândă droguri și să fure bani”, deoarece membrii familiei lui Maduro și oficiali guvernamentali apropiați au fost acuzați de implicare în traficul de droguri ilegal.
Indicele de percepție a corupției, realizat anual de organizația nonguvernamentală Transparency International (TNI), a clasat Venezuela printre cele mai corupte țări din lume. Un sondaj din 2013 realizat de TNI a arătat că 68% dintre respondenți credeau că eforturile guvernului de a combate corupția erau ineficiente; majoritatea celor intervievați au spus că eforturile guvernului împotriva corupției nu au avut succes, că corupția a crescut între 2007 și 2010 și că partidele politice, sistemul judiciar, parlamentul și poliția erau instituțiile cele mai afectate de corupție. În 2014, World Justice Project a clasat guvernul Venezuelei pe locul 99 în lume și i-a acordat cea mai slabă clasare dintre țările din America Latină în cadrul Rule of Law Index 2014. În 2015, raportul World Justice Project's Rule of Law Index 2015 a plasat Venezuela pe primul loc în topul țărilor cu cea mai slabă supremație a drepturilor din lume, majoritatea venezuelenilor considerând că guvernul venezuelean nu era tras la răspundere în fața legii, era corupt, lipsit de transparență și nu respecta confidențialitatea cetățenilor.

### Hugo Chávez (1999–2013)
În decembrie 1998, Hugo Chávez a declarat trei obiective pentru noul guvern: „convocarea unei adunări constituante pentru a scrie o nouă constituție, eliminarea corupției guvernamentale și lupta împotriva excluziunii sociale și a sărăciei”. Totuși, în timpul mandatului lui Chávez, corupția a devenit larg răspândită în cadrul guvernului, din cauza impunității față de membrii guvernului, a mitei și a lipsei de transparență, conform Cato Institute. În 2004, Chávez și aliații săi au preluat controlul asupra Curții Supreme, completând-o cu susținători ai săi și introducând noi măsuri care permiteau guvernului să demită judecătorii curții. De asemenea, Consiliul Electoral Național al Venezuelei era controlat de Chávez, care a încercat să promoveze o reformă constituțională care i-ar fi permis realegeri nelimitate. Unele critici privind corupția au venit chiar din partea susținătorilor lui Chávez. Partidul său politic inițial, Mișcarea pentru a Cincea Republică (MVR), a fost criticat pentru că era afectat de același nepotism, clientelism politic și corupție pe care Chávez le atribuise partidelor politice din „a Patra Republică”.

#### Fonduri publice
La începutul anilor 2000, prietenul și co-conspiratorul lui Chávez în tentativa de lovitură de stat din 1992, Jesús Urdaneta, a fost numit șef al agenției de informații din Venezuela, DISIP. Urdaneta a început să primească rapoarte conform cărora aliații lui Chávez, Luis Miquilena, liderul Adunării Naționale, și José Vicente Rangel, ministrul de Externe al lui Chávez, își păstrau fonduri publice pentru ei înșiși. Urdaneta i-a adus acest lucru la cunoștință lui Chávez, dar Chávez a ignorat sfatul său, spunând că avea nevoie de experiența politică a celor doi bărbați pentru a-și consolida puterea.
Conform Cato Institute, 22,5 miliarde de dolari din fonduri publice au fost transferați din Venezuela în conturi externe, din care jumătate din acești bani nu au fost justificați de nimeni. José Guerra, un fost executiv al Băncii Centrale, susține că majoritatea acestor bani au fost folosiți pentru a cumpăra aliați politici în țări precum Cuba și Bolivia. Se spune că Chávez a făcut promisiuni și a efectuat plăți de aproape 70 de miliarde de dolari liderilor străini fără a consulta populația Venezuelei și fără a respecta procedurile legale obișnuite, conform Cato Institute.

#### Scandalul Maletinazo
În august 2007, Antonini Wilson⁠(es)[traduceți], un membru autoidentificat al anturajului lui Chávez, a ajuns în Argentina cu un zbor privat plătit de oficiali ai statului argentinian și venezuelean. Wilson avea asupra sa 800.000 de dolari americani în numerar, care au fost confiscați de poliție la sosire. Câteva zile mai târziu, Wilson, un venezuelean-american și un apropiat al lui Chávez, a participat la o ceremonie de semnare la Casa Rosada, unde erau prezenți și Cristina Kirchner și Chávez. Ulterior, Wilson a fost arestat pentru acuzații de spălare de bani și contrabandă. Se presupune că banii erau destinați campaniei Cristinei Kirchner, ca o contribuție clandestină din partea lui Chávez. Acest incident a fost văzut ca un exemplu similar cu presupusele plăți ale lui Chávez către candidați de stânga în cursele prezidențiale din Bolivia și Mexic pentru a sprijini aliații săi anti-SUA. Scandalul a escaladat, iar SUA au acuzat cinci bărbați de a fi agenți secreți ai lui Chávez, însărcinați să acopere tentativa de livrare a banilor.
Conform jurnalului al Departamentului de Apărare al SUA, cei 800.000 de dolari ar fi putut fi o plată din partea Iranului către Cristina Kirchner. Se speculează că Chávez ar fi intermediat un acord pentru ca Iranul să obțină tehnologie nucleară din Argentina și să acopere informațiile legate de atentatul AMIA, cu Venezuela achiziționând și datorii argentiniene în cadrul acestei afaceri. Relațiile dintre Iran și Argentina s-au îmbunătățit semnificativ după incident.

#### Afacerea PDVAL
În 2010, tone de alimente alterate, importate în timpul guvernării lui Chávez prin intermediul subsidiarei de stat PDVAL, au fost descoperite. Din cauza scandalului, administrarea PDVAL a fost preluată de vicepreședinția Venezuelei și ulterior de Ministerul Alimentației. Trei foști manageri au fost reținuți,dar au fost eliberați ulterior, iar doi dintre aceștia au fost repuși în funcții. În iulie 2010, estimările oficiale indicau că 130.000 de tone de alimente fuseseră afectate, în timp ce opoziția susținea că numărul real era de 170.000 de tone. Până în 2012, nu existau informații despre progresele investigațiilor din partea Adunării Naționale. Cea mai acceptată explicație pentru pierderea alimentelor era organizarea defectuoasă a PDVAL, care importa mai multe provizii decât putea distribui. Opoziția consideră că acest caz a fost unul de corupție deliberată, afirmând că oficialii publici au importat intenționat mai multe alimente decât era necesar pentru a deturna fonduri prin intermediul subvențiilor pentru importuri.

### Nicolás Maduro (2013-prezent)
A fost un an mare pentru Maduro... Cred că acesta a fost punctul de cotitură, iar neglijența, incompetența și corupția sa sunt cauza. Când un lider de țară își poate privi poporul murind de foame și totuși conduce un guvern care fură 70 de miliarde de dolari pe an, în timp ce familia sa se ocupă de trafic de droguri, vorbim despre un tip special de rău. Merită acest premiu.

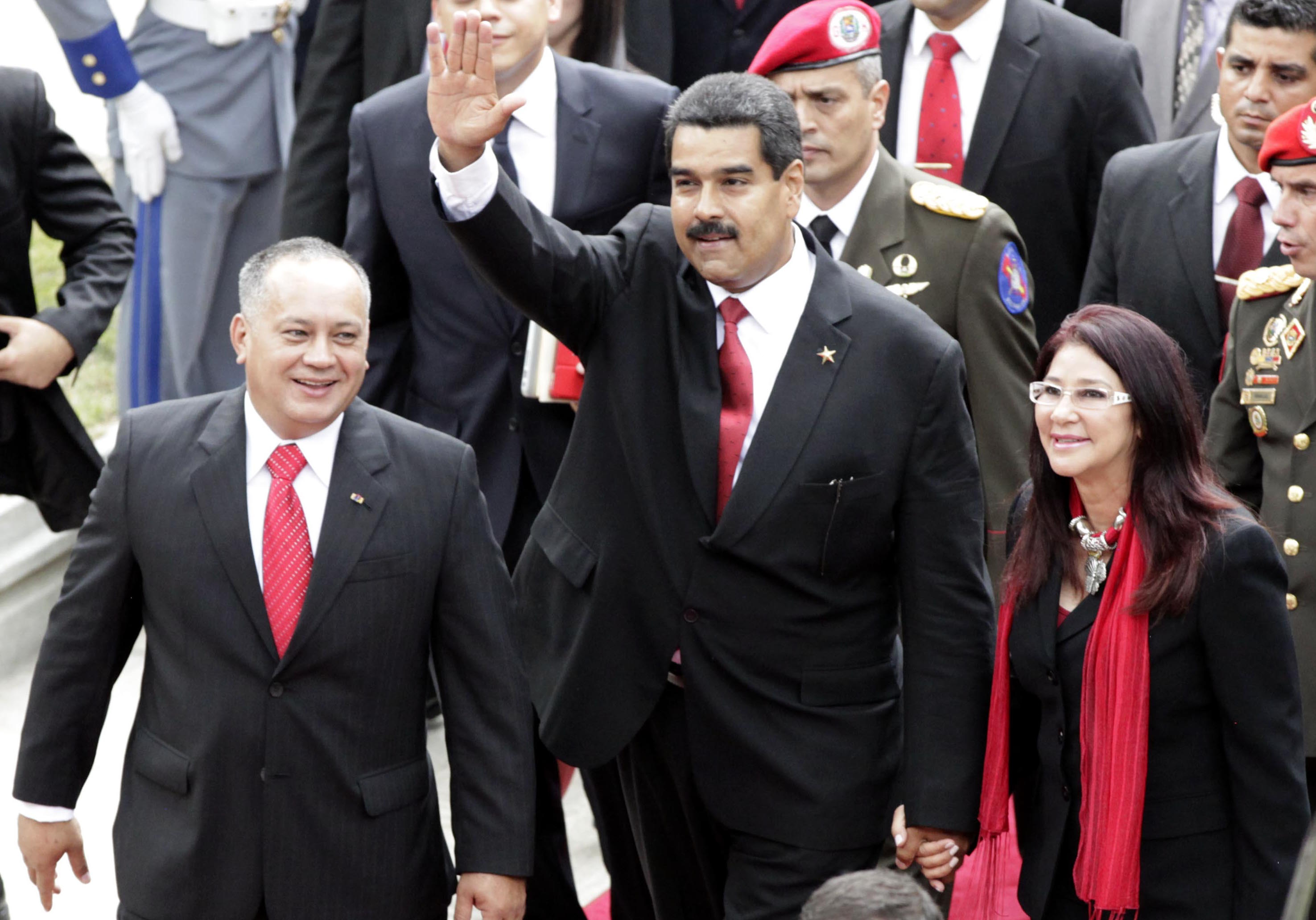
Diosdado Cabello alături de Nicolás Maduro și de soția sa, Cilia Flores.

Președintele Nicolás Maduro a fost acuzat că ar fi cooperat cu gruparea islamistă militantă Hezbollah și cu guvernul sirian pentru a primi fonduri.
În 2016, Organized Crime and Corruption Reporting Project (OCCRP), o organizație non-guvernamentală internațională care investighează crima organizată și corupția, i-a acordat lui Maduro titlul de „Persoana Anului”, un premiu acordat individului care a contribuit cel mai mult la promovarea activităților criminale organizate și a corupției. OCCRP a justificat premiul prin „domnia sa coruptă și opresivă, atât de prost gestionată încât cetățenii națiunii sale bogate în petrol mor efectiv de foame și cerșesc medicamente.” De asemenea, organizația a evidențiat că Maduro și familia sa fură milioane de dolari din fondurile publice pentru a finanța rețelele de patronaj care îi mențin puterea, suprimă protestele cetățenilor și are rude implicate în traficul de droguri.
La începutul lui 2019, oficialii bulgari au dezvăluit că milioane de euro au fost transferați de la o companie petrolieră venezueleană către o mică bancă bulgară, Investbank, suspectând spălare de bani. Guvernul bulgar a înghețat conturile respective după o investigație inițiată la solicitarea guvernului SUA, care a confirmat colaborarea strânsă cu Bulgaria pentru a proteja „bogăția poporului Venezuelei de a fi furată”. Potrivit expertei juridice Radosveta Vassileva, acest caz a ridicat întrebări despre eficiența serviciilor secrete bulgare și despre protocoalele anti-spălare de bani ale Investbank.
În 2023, Transparencia Venezuela a anunțat că suma de bani în dosare judiciare din 26 de țări diferite care investighează corupția chavismului s-a ridicat la cel puțin 70 de miliarde de dolari.

#### Trafic cu droguri
Doi dintre nepoții soției lui Maduro, Cilia Flores, respectiv Efraín Antonio Campos Flores și Francisco Flores de Freites, au fost implicați în activități ilicite, inclusiv traficul de droguri. O parte din fondurile obținute ar fi finanțat campania prezidențială a lui Maduro din 2013 și, posibil, alegerile parlamentare din 2015. Un informator a susținut că cei doi foloseau frecvent Terminalul 4 al Aeroportului Simon Bolivar, rezervat președintelui, pentru a organiza transporturile.

### Diosdado Cabello
Potrivit unei analize realizate de Stratfor și transmisă către Departamentul de Stat al SUA, Diosdado Cabello era considerat „șeful unuia dintre cele mai mari centre de corupție din Venezuela.” Un cablu diplomatic scurs prin Wikileaks în 2009 îl descria pe Cabello ca fiind un „pol major de corupție în cadrul regimului,” acumulând o mare putere și o avere privată, adesea prin intimidare din umbră. Documentul specula, de asemenea, că „Chávez însuși ar putea fi îngrijorat de influența în creștere a lui Cabello, dar incapabil să o reducă.”
El este descris de un contributor al The Atlantic drept „Frank Underwood” al Venezuelei, sub a cărui supraveghere Adunarea Națională a Venezuelei a ignorat în mod repetat obstacolele constituționale. Pe parcurs, au împiedicat membrii opoziției să vorbească în ședințe, le-au suspendat salariile, au retras imunitatea parlamentară unor legislatori problematici și, într-un caz, au fost prezenți chiar la bătăi fizice aplicate unor parlamentari ostili în timpul întrunirii adunării. În prezent, sunt cel puțin 17 acuzații formale de corupție împotriva lui Cabello înregistrate la biroul procurorului din Venezuela. Rafael Sarría a fost investigat și deportat din SUA în 2010.

#### Traficul de droguri
Cabello a fost acuzat că ar fi implicat în traficul de droguri din Venezuela și că ar fi lider al Cartelului Sorilor. Pe 18 mai 2015, The Wall Street Journal a relatat, citând surse din cadrul Departamentului de Justiție al SUA, că există „dovezi extinse care justifică faptul că Cabello este unul dintre liderii, dacă nu chiar liderul cartelului” și că el este „cu siguranță o țintă principală” a investigațiilor desfășurate de Drug Enforcement Administration cu privire la traficul de droguri din Venezuela.

#### Mita Derwick Associates
În 2014, Cabello a fost acuzat de un tribunal din Miami, Florida, că ar fi acceptat mită de la Derwick Associates, inclusiv o plată de 50 de milioane de dolari. Aceste plăți ar fi fost făcute pentru ca Derwick Associates să obțină contracte publice de la guvernul venezuelean. Derwick Associates a negat acuzațiile, declarând că sunt neadevărate și că nu au avut nicio relație financiară cu Cabello. De asemenea, Banesco a negat acuzațiile, calificându-le minciuni.

#### OrganizareaColectivos
Cabello, împreună cu Freddy Bernal și Eliezer Otaiza, au fost acuzați că au coordonat colectivos, organizându-le și plătindu-le cu bani proveniți din fondurile Petróleos de Venezuela.

### Ramón Rodríguez Chacín
Ramón Rodríguez Chacín a participat la tentativele de lovitură de stat din 1992 și, ulterior, s-a implicat în politica venezueleană sub guvernarea lui Hugo Chávez. Revista germană Der Spiegel a raportat în 2008 că Rodríguez Chacín era un oaspete frecvent în taberele FARC din Columbia și că Hugo Chávez i-ar fi atribuit sarcina de a gestiona comunicarea cu FARC. În septembrie 2008, Departamentul Trezoreriei al Statelor Unite l-a acuzat pe Rodríguez Chacín că ar fi oferit asistență materială activităților de trafic de droguri ale FARC. Guvernul venezuelean a respins aceste acuzații, afirmând că nu sunt adevărate. Oficialii americani din domeniul informațiilor au susținut că într-un email între Rodríguez Chacín și conducerea FARC, acesta a cerut instruirea armatei Venezuelei în tactici de gherilă, ca pregătire în caz de invazie a SUA. De asemenea, ei au afirmat că, în legătură cu un presupus împrumut venezuelean de 250 de milioane de dolari pentru achiziționarea de arme, Rodríguez Chacín ar fi scris: „nu considerați asta ca pe un împrumut, ci ca pe un act de solidaritate”. Sursa acestor documente ar fi fost un raid transfrontalier din 2008, realizat de armata columbiană în Ecuador, care a distrus o tabără FARC. Ambasadorul Venezuelei în SUA, Bernardo Alvarez, a declarat: „Nu recunoaștem valabilitatea acestor documente... Sunt false și reprezintă o încercare de a discredita guvernul venezuelean”.

## Traficul de droguri
Nicio țară care ar fi trebuit să fie atât de bogată nu a fost atât de săracă... Este un stat mafiot care nu știe să facă altceva decât să vândă droguri și să fure bani... Venezuela este răspunsul la întrebarea ce s-ar întâmpla dacă un cartel de droguri analfabet din punct de vedere economic ar prelua o țară. Această corupție nu doar că a îmbogățit câțiva, ci i-a sărăcit pe mulți.
Potrivit lui Jackson Diehl, editor adjunct al paginii editoriale la The Washington Post, guvernul bolivarian al Venezuelei adăpostește „unul dintre cele mai mari carteluri de droguri din lume”. Au existat acuzații conform cărora fostul președinte Hugo Chávez ar fi fost implicat în traficul de droguri și, la momentul arestării nepoților lui Nicolás Maduro și Cilia Flores, în noiembrie 2015, mai mulți oficiali de rang înalt din guvernul venezuelean erau investigați pentru implicarea lor în traficul de droguri, inclusiv Walter Jacobo Gavidia, fiul lui Flores, care este judecător în Caracas, președintele Adunării Naționale Diosdado Cabello, și guvernatorul statului Aragua, Tarek El Aissami.
În mai 2015, The Wall Street Journal a raportat, pe baza informațiilor furnizate de oficiali americani, că traficul de droguri în Venezuela a crescut semnificativ, traficanții columbieni mutându-se din Columbia în Venezuela din cauza presiunilor exercitate de forțele de ordine. Un oficial al Departamentului de Justiție al Statelor Unite a descris rangurile superioare ale guvernului și armatei venezuelene drept „o organizație criminală”, iar oficiali venezueleni de rang înalt, cum ar fi Diosdado Cabello, au fost acuzați de trafic de droguri. Cei implicați în investigații au afirmat că dezertorii guvernamentali venezueleni și foștii traficanți au furnizat informații anchetatorilor, iar detaliile despre implicarea guvernului în traficul de droguri sunt în creștere. Autoritățile antidrog au acuzat, de asemenea, unii oficiali venezueleni că lucrează cu cartelurile de droguri mexicane.

### Guvernul Hugo Chávez
La începutul anilor 2000, relația lui Hugo Chávez cu FARC a generat neliniște în rândul armatei venezuelene. În ianuarie 2005, firma de informații Stratfor a raportat că arestarea controversată a lui Rodrigo Granda, în decembrie 2004, a evidențiat sprijinul lui Chávez pentru FARC. Acest sprijin ar fi fost determinat de presiunile exercitate de FARC, precum și de faptul că Granda obținuse cetățenia venezueleană înainte de implicarea lui Chávez în alegerile revocabile din 2004, cetățenia oferindu-i lui Granda o bază pentru desfășurarea operațiunilor ilicite la nivel internațional. În mai 2006, șeful serviciului venezuelean de informații militare, Hugo Carvajal, ar fi participat la o întâlnire cu Germán Briceño Suárez („Grannobles”), un comandant FARC al Blocului de Est al FARC-EP, cu perimetrul întâlnirii protejat de Garda Națională Venezuelană și alte servicii de informații. Întâlnirea ar fi inclus discuții despre sprijin logistic și politic și planuri de întâlnire cu Chávez. Leamsy Salazar, fosta gardă de corp al lui Chávez, a declarat că acesta s-a întâlnit cu liderii FARC în 2007, în Venezuela, pentru a organiza un sistem prin care FARC furniza droguri guvernului venezuelean, transportate prin vite vii peste granița columbiano-venezuelană, în schimbul banilor și armamentului.
În 2008, Departamentul Trezoreriei al SUA a acuzat oficiali venezueleni de rang înalt, precum Hugo Carvajal și Henry Rangel Silva, de asistență materială pentru traficul de droguri operat de FARC. Conform revistei columbiene Semana, Carvajal a sprijinit traficul de droguri al FARC, protejând traficanții și oferindu-le acte de identitate falsificate. De asemenea, un raport din 2009 al Congresului SUA a menționat corupția din forțele armate venezuelene, care facilita traficul de droguri al FARC.
Într-un articol din 2011 al publicației The New York Times, colonelul Adel Mashmoushi, șeful agenției de combatere a drogurilor din Liban, a declarat că zborurile între Venezuela și Siria, operate de Iran, ar fi putut fi utilizate de Hezbollah pentru a transporta droguri în Orientul Mijlociu. Potrivit procurorului Robert Morgenthau, care a activat îndelung ca procuror în New York, oficiali venezueleni de rang înalt au transformat Venezuela într-un „hub global al cocainei”. Biroul său a descoperit legături între cocaina găsită în New York și Venezuela, Iran și Hezbollah. Morgenthau a explicat, de asemenea, că guvernul lui Hugo Chávez ar fi ajutat Iranul să se implice în traficul de droguri pentru a evita sancțiunile și a finanța dezvoltarea armelor nucleare și altor armamente.
În martie 2012, Adunarea Națională a Venezuelei l-a destituit pe judecătorul Eladio Aponte Aponte de la Curtea Supremă după ce o investigație a dezvăluit presupuse legături cu traficul de droguri. În ziua în care urma să fie audiat, Aponte a fugit din țară și a căutat refugiu în Statele Unite, unde a început să coopereze cu DEA și Departamentul de Justiție. Aponte a declarat că, în timpul mandatului său ca judecător, a fost forțat să achite un comandant militar care avea legături cu un transport de cocaină de 2 tone. De asemenea, a afirmat că Henry Rangel, fost ministru al apărării al Venezuelei, și generalul Clíver Alcalá Cordones erau implicați în traficul de droguri.

### Guvernul Nicolás Maduro
În septembrie 2013, un incident în care membri ai Gărzii Naționale Venezuelene au plasat 31 de valize conținând 1,3 tone de cocaină pe un zbor către Paris a șocat autoritățile franceze. Câteva luni mai târziu, pe 15 februarie 2014, un comandant al Gărzii a fost oprit în timp ce se deplasa spre Valencia cu familia sa și a fost arestat pentru deținerea a 554 de kilograme de cocaină.
Pe 22 iulie 2014, Hugo Carvajal, fostul șef al serviciului de informații militare al Venezuelei, implicat în acuzațiile din 2008 legate de colaborarea cu FARC, a fost reținut în Aruba, deși avea pașaport diplomatic și fusese numit consul general în Aruba în ianuarie 2014. Arestarea a fost efectuată la cererea oficială a guvernului Statelor Unite, care îl acuza pe Carvajal de legături cu traficul de droguri și cu gruparea de gherilă FARC. Pe 27 iulie, Carvajal a fost eliberat după ce autoritățile au decis că avea imunitate diplomatică, însă a fost declarat persona non grata.
În ianuarie 2015, fostul șef al securității lui Hugo Chávez și Diosdado Cabello, Leamsy Salazar, a făcut acuzații conform cărora Cabello era implicat în traficul de droguri. Salazar a fost plasat sub protecția martorilor și a fugit în Statele Unite cu ajutorul Diviziei de Operațiuni Speciale a Drug Enforcement Administration (DEA), după ce a cooperat cu autoritățile și a oferit detalii despre implicarea lui Cabello în traficul internațional de droguri. Salazar susține că Cabello este liderul Cartelului Sorilor (Cartel de los Soles), o organizație militară implicată în traficul de droguri din Venezuela. El a afirmat că l-a văzut pe Cabello dând ordine pentru transportul mai multor tone de cocaină. Transporturile ar fi fost realizate de FARC din Columbia și expediate către Statele Unite și Europa, posibil cu sprijinul Cubei. Se presupune că operațiunea internațională de trafic de droguri ar fi implicat și membri de rang înalt ai guvernului venezuelean.
La 18 mai 2015, The Wall Street Journal a raportat, citând surse din cadrul Departamentului de Justiție al Statelor Unite, că există „probe extinse care justifică faptul că Cabello este unul dintre liderii, dacă nu chiar liderul cartelului” și că el este „cu siguranță o țintă principală” a investigațiilor DEA privind traficul de droguri în Venezuela. Cu câteva zile înainte de publicarea articolului, Cabello emisese deja o interdicție de călătorie pentru 22 de jurnaliști și directori executivi care distribuiseră rapoarte despre presupusa sa implicare în traficul de droguri. La câteva zile după, pe 23 mai 2015, fostul judecător al Tribunalului Suprem de Justiție, Miriam Morandy, a fost văzută sosind la Aeroportul Internațional Maiquetía împreună cu presupusul baron al drogurilor, Richard José Cammarano Jaime, și asistenta sa, Tibisay Pacheco, pentru a se îmbarca într-un zbor TAP-Air Portugal către Portugalia. În timp ce coborau din taxi, Morandy, Cammarano și Pacheco au fost arestați pentru trafic de droguri. Morandy a fost eliberată la scurt timp după, în timp ce Cammarano a rămas în detenție.

#### Incidentulcu Narcosobrinos

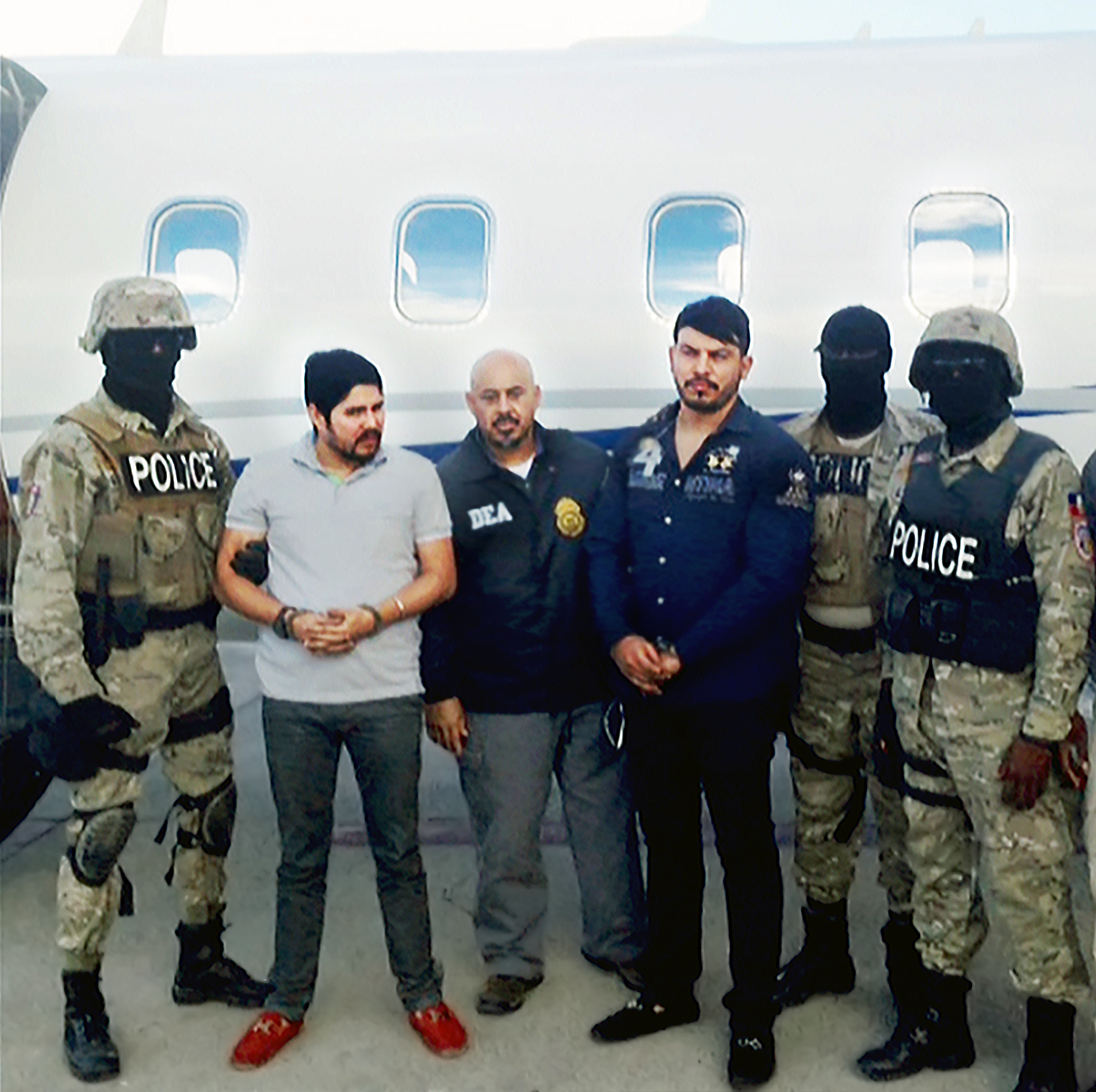
Nepoții președintelui Maduro, Efraín Antonio Campo Flores și Francisco Flores de Freitas, după arestarea lor de către DEA la 10 noiembrie 2015.

În octombrie și noiembrie 2015, Drug Enforcement Administration (DEA) a început monitorizarea a doi nepoți ai soției președintelui Nicolás Maduro, Cilia Flores — Efraín Antonio Campo Flores și Francisco Flores de Freites — după ce aceștia au contactat o persoană care era informator DEA. Ei căutau sfaturi despre cum să traficheze cocaină și au adus la întâlnire un kilogram de drog pentru ca informatorul să poată evalua calitatea acestuia. Pe 10 noiembrie 2015, Campo Flores și Flores de Freites au fost arestați în Port-au-Prince, Haiti, de poliția locală, în timp ce încercau să încheie o înțelegere pentru transportarea a 800 de kilograme de cocaină cu destinația New York și au fost predați DEA, care i-a transportat direct în Statele Unite. Cei doi au zburat dintr-un hangar rezervat președintelui Venezuelei la Aeroportul internațional Simón Bolívar către Haiti, fiind asistați de personal militar venezuelean, inclusiv doi membri ai gărzii de onoare prezidențiale. Aceștia aveau pașapoarte diplomatice venezuelene care, potrivit fostului șef al operațiunilor internaționale DEA, Michael Vigil, nu ofereau imunitate diplomatică. Ulterior, o percheziție a vilei „Casa de Campo” și a iahtului lui Efraín Antonio Campo Flores din Republica Dominicană a dezvăluit alte 280 lbs (aproximativ 127 kg) de cocaină și 22 lbs (aproximativ 10 kg) de heroină, 176 lbs (aproximativ 79 kg) de droguri fiind găsite în casă, iar restul pe iaht.
Campo a declarat în avionul DEA că este fiul vitreg al președintelui Maduro și că a crescut în gospodăria acestuia, fiind crescut de Cilia Flores, soția lui Maduro. Când cei doi au aflat că nu au imunitate diplomatică, au început să dea numele celor implicați, menționându-i, se pare, pe fostul președinte al Adunării Naționale Diosdado Cabello și pe guvernatorul statului Aragua, Tarek El Aissami. Fără să coopereze cu anchetatorii, se estimează că nepoții lui Maduro ar putea risca pedepse cuprinse între 20 și 30 de ani de închisoare. Din cauza procesului de extrădare, instanțele din New York nu au putut reține persoanele care i-au ajutat pe nepoți să ajungă în Haiti. Incidentul a avut loc într-un moment în care mai mulți membri de rang înalt ai guvernului venezuelean erau investigați pentru implicarea în traficul de droguri, inclusiv Walter Jacobo Gavidia, fiul lui Cilia Flores, care este judecător în Caracas, precum și Diosdado Cabello și Tarek El Aissami. Persoane apropiate cazului au declarat că există mai multe mandate sigilate legate de acest incident.
O lună mai târziu, pe 15 decembrie 2015, procurorii americani din Brooklyn au declarat că îl vor urmări penal pe generalul Nestor Reverol, șeful Gărzii Naționale Venezuelene și fost șef al Oficina Nacional Antidrogas, care era apropiat de Hugo Chávez, precum și pe Edilberto Molina, un general din Garda Națională și fost oficial antidrog, pentru conspirație în legătură cu transportul de cocaină în Statele Unite. Ministrul Apărării din Venezuela, Vladimir Padrino, și Garda Națională Venezuelană au răspuns acuzațiilor printr-o serie de mesaje pe Twitter în apărarea lui Reverol.

## Asistența guvernamentală a organizațiilor teroriste

### FARC
Înainte de tentativa de lovitură de stat din 2002, nemulțumirea din cadrul armatei a fost cauzată de faptul că Chávez i-a forțat să ajute FARC, o grupare de gherilă columbiană implicată în comerțul ilegal de droguri, să își stabilească tabere pe teritoriul Venezuelei, oferindu-le muniție pentru a lupta împotriva guvernului columbian, furnizându-le acte de identitate pentru a se deplasa liber prin Venezuela și trimițând membri ai Cercurilor Bolivariene în taberele lor pentru a primi antrenament de gherilă. Institutul Internațional pentru Studii Strategice (IISS) a acuzat guvernul lui Chávez că finanțează biroul FARC din Caracas și că îi oferă acces la serviciile de informații, afirmând că în timpul tentativei de lovitură de stat din 2002, „FARC a răspuns cererilor serviciului de informații venezuelean pentru a oferi instruire în terorism urban, inclusiv asasinate selective și utilizarea explozibilelor.” Diplomații venezueleni au denunțat concluziile IISS, afirmând că au „inexactități de bază.”

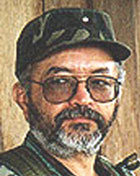
Raúl Reyes de la FARC

În 2007, autoritățile din Columbia au declarat că, prin intermediul laptopurilor confiscate în timpul unui raid împotriva lui Raúl Reyes, au găsit documente care arătau că Hugo Chávez ar fi oferit plăți de până la 300 de milioane de dolari către FARC, „printre alte legături financiare și politice care datează de ani de zile”. Documentele ar fi arătat și că rebelii FARC au solicitat sprijinul Venezuelei pentru achiziționarea de rachete sol-aer și că Chávez s-ar fi întâlnit personal cu liderii rebeli. Documentele găsite de forțele columbiene au fost considerate autentice.
Analize independente ale documentelor, realizate de mai mulți academicieni și jurnaliști americani, au contestat interpretarea columbiană, acuzând guvernul columbian că a exagerat conținutul acestora. Potrivit lui Greg Palast, afirmația despre cei 300 de milioane de dolari ai lui Chavez se bazează pe fraza (tradusă): „În legătură cu cei 300, pe care de acum înainte îi vom numi dosar, eforturile continuă conform instrucțiunilor cojo (un termen argotic pentru 'schilod'), pe care le voi explica într-o notă separată.” Nota separată ar face referire la un schimb de ostatici cu FARC, la care Chávez ar fi ajutat la negocierea sa. Palast sugerează că cei „300” se referă la „300 de prizonieri” (numărul implicat într-un schimb de prizonieri cu FARC) și nu la „300 de milioane”.
În 2008, Departamentul Trezoreriei al SUA a acuzat doi dintre seniorii de rang înalt ai guvernului venezuelean și un fost oficial de sprijinirea operațiunilor de trafic de droguri desfășurate de gruparea de gherilă FARC în Columbia. Mai târziu în acel an, secretarul general al Organizației Statelor Americane, Jose Miguel Insulza, a declarat în fața Congresului SUA că „nu există dovezi” că Venezuela sprijină „grupuri teroriste”, inclusiv FARC.

### Hezbollah și altele
Informațiile despre vânzarea pașapoartelor venezuelene către persoane au apărut în 2003. Din 2006, Congresul Statelor Unite a fost conștient de fraude legate de pașapoartele venezuelene. Guvernul venezuelean a avut, se pare, o relație pe termen lung cu gruparea militantă islamică Hezbollah. În 2006, după Războiul din Liban, liderul Hezbollah-ului Hassan Nasrallah i-a mulțumit președintelui Hugo Chávez pentru sprijin, numindu-l „fratele” său. Chávez a permis membrilor Hezbollah-ului să rămână în Venezuela și, se presupune, a folosit ambasadele venezuelene din Orientul Mijlociu pentru spălarea de bani. Președintele Nicolás Maduro a continuat această relație cu Hezbollah și a solicitat asistența acestora în timpul protestelor din Venezuela din 2014-2015.

#### Declarații ale Statelor Unite cu privire la asistența Venezuelei
Membri ai guvernului venezuelean au fost acuzați de Departamentul de Trezorerie al Statelor Unite că au oferit sprijin financiar grupării Hezbollah, inclusiv Chargé d'Affaires al Ambasadei Venezuelei din Damasc, Siria Ghazi Nasr Al-Din. Potrivit fostului Secretar Asistent de Stat pentru Afaceri din Emisfera Occidentală, Roger Noriega, guvernul lui Hugo Chávez a oferit „sprijin indispensabil” Iranului și Hezbollah-ului în emisfera vestică. Într-un articol al think tank-ului conservator American Enterprise Institute, Noriega afirmă că doi martori i-au spus că Ghazi Nasr Al-Din, diplomat venezuelean în Siria, era un operativ Hezbollah care a folosit entități venezuelene pentru a spăla bani pentru Hezbollah, cu aprobarea personală a președintelui Maduro.
Într-un interviu acordat emisiunii Fox News Sunday pe 13 august 2017, directorul CIA, Mike Pompeo, a declarat, referindu-se la Venezuela, că „iranienii, Hezbollah sunt acolo”.
Administrația Trump a propus, la 19 noiembrie 2018, includerea Venezuelei pe lista statelor care sponsorizează terorismul.

#### Alte cercetări privind asistența Venezuelei

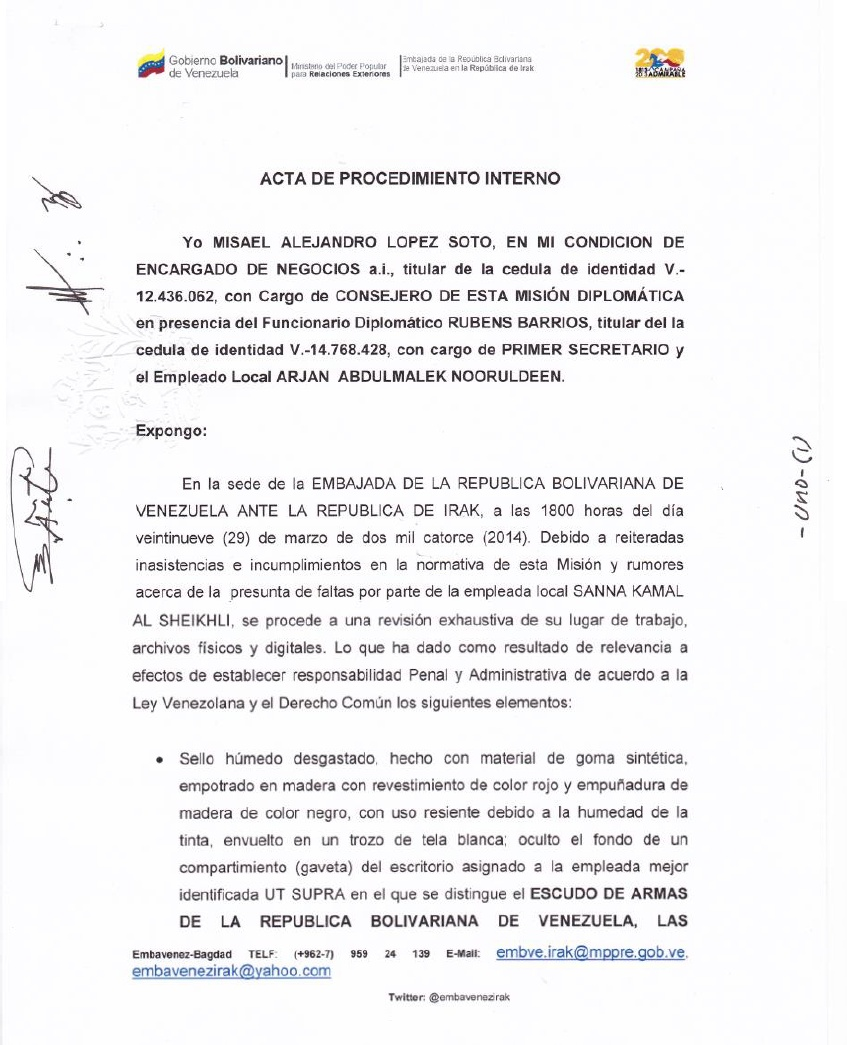
Parte dintr-un document trimis de Misael López Soto superiorilor săi cu privire la nereguli de la Ambasada Venezuelei în Irak.

În 2003, generalul Marcos Ferreira, șeful Departamentului pentru Imigrare și Străini (DIEX) din Venezuela din 2002 (care a părăsit funcția după ce a susținut lovitura de stat eșuată împotriva lui Chávez), a declarat că Ramón Rodríguez Chacín i-a cerut să permită militanților din Columbia, Hezbollah și Al Qaeda să treacă granițele în Venezuela. În decurs de trei ani, 2.520 de columbieni și 279 de „sirieni” au devenit cetățeni venezueleni.
Un studiu realizat de Center for a Secure Free Society (SFS), cel puțin 173 de persoane din Orientul Mijlociu au fost depistate cu documentație venezueleană. SFS susține că documentele au fost furnizate de guvernul venezuelean și că 70% dintre persoanele respective proveneau din Iran, Liban și Siria, având legături cu Hezbollah. Majoritatea dețineau pașapoarte, acte de identitate, vize și, în unele cazuri, certificate de naștere venezuelene. Anthony Daquin, fost consilier în securitate implicat în modernizarea sistemului de identitate venezuelean, a declarat că guvernul venezuelean poate „emite documente venezuelene fără nicio problemă” folosind echipamentele și resursele de la Universitatea de Științe Informatice, inclusiv plăci de policarbonat și certificate de criptare necesare pentru citirea cipurilor din pașapoarte la aeroporturi. Unul dintre principalii actori menționați în raportul SFS a fost fostul ministru de interne, Tarek El Aissami, născut în Liban, care ar fi dezvoltat o rețea financiară sofisticată și rețele cu mai multe niveluri pentru a aduce militanți islamiști în Venezuela și în țările vecine și pentru a trimite fonduri ilicite din America Latină în Orientul Mijlociu. Această presupusă „rețea” includea 40 de companii fantomă cu conturi bancare în Venezuela, Panama, Curaçao, St. Lucia, Miami și Liban. Tatăl lui Tarek El Aissami, Zaidan El Amin El Aissami, a fost liderul unui mic partid baathist în Venezuela. Fostul vicepreședinte José Vicente Rangel, care a servit sub Hugo Chávez, a denunțat studiul SFS, afirmând că era o „campanie combinată” de atac asupra Venezuelei din partea SFS și a guvernului canadian. Cu toate acestea, Ben Rowswell, ambasadorul canadian în Venezuela, a negat acuzațiile lui Rangel.
În 2015, jurnalistul spaniol Emili Blasco a lansat cartea Bumerán Chávez, care investighează acuzații venite de la informatori de rang înalt din rândul chaviștilor. Potrivit fostului ministru de finanțe Rafael Isea, în timp ce Nicolás Maduro era ministrul de externe al lui Chávez, el a participat la o întâlnire din 2007, la Damasc, cu secretarul general al Hezbollah, Hassan Nasrallah, întâlnire facilitată de fostul președinte iranian Mahmoud Ahmadinejad. Isea a ajuns la Damasc, unde un ofițer de securitate sirian l-a escortat până la hotelul unde îl aștepta Maduro. Cei doi s-au întâlnit apoi cu liderul Hezbollah, iar Maduro l-a promovat pe diplomatul venezuelean Ghazi Atef Nassereddine, despre care se spune că strângea fonduri pentru Hezbollah în America Latină. Maduro a încheiat alte negocieri cu Nasrallah și a permis ca 300 de membri ai Hezbollah „să strângă fonduri în Venezuela”.
În februarie 2017, CNN a publicat un articol intitulat Venezuelan Passports, in the Wrong Hands?, în care a investigat vânzarea de pașapoarte venezuelene către indivizi din Orientul Mijlociu, în special din Siria, Palestina, Irak și Pakistan. Potrivit lui Misael López Soto, fost angajat al ambasadei Venezuelei în Irak, care era și avocat și ofițer CICPC, guvernul bolivarian vindea pașapoarte autentice persoanelor din Orientul Mijlociu. Pașapoartele venezuelene ofereau acces la 130 de țări fără cerința de viză. López a furnizat documente către CNN care arătau cum superiorii săi încercau să ascundă vânzarea pașapoartelor, care erau comercializate la prețuri cuprinse între 5.000 și 15.000 de dolari per pașaport. López Soto a fugit de la ambasada Venezuelei din Irak în 2015 pentru a se întâlni cu FBI în Spania, iar un oficial venezuelean care l-a ajutat să părăsească țara a fost ucis în aceeași zi. Ancheta a mai relevat că, între 2008 și 2012, Tareck El Aissami a ordonat eliberarea a sute de pașapoarte ilegale pentru persoane din Orientul Mijlociu, inclusiv membri ai Hezbollah.
În urma raportului, CNN a fost expulzat din Venezuela, iar guvernul venezuelean a acuzat postul de televiziune că reprezintă „o amenințare la adresa păcii și stabilității democratice a poporului venezuelean, deoarece generează un mediu de intoleranță”.

## Cleptocrație
Potrivit InSight Crime, fondurile statului venezuelean „au fost jefuite la scară industrială de elita bolivariană” și „cleptocrația a fost cu siguranță unul dintre principalele motive care au adus Venezuela în pragul colapsului economic și al falimentului”. Controalele de prețuri introduse de președintele Chávez în 2003 au facilitat practicile cleptocratice care continuă și astăzi în Venezuela, permițând oficialilor să cumpere dolari la prețuri reduse și să-i schimbe în bolivari la un curs mai mare pe piața neagră pentru a obține mai mulți dolari.
Se estimează că, între mijlocul anilor 2000 și mijlocul anilor 2010, peste 300 de miliarde de dolari au fost deturnați de guvernul bolivarian. Adunarea Națională, condusă de opoziție, a estimat că aproximativ 87 de miliarde de dolari au fost delapidați în cadrul mai multor proiecte, inclusiv 27 de miliarde de dolari de Ministerul Alimentației, 25 de miliarde de Ministerul Electricității, 22 de miliarde pentru lucrări de transport neterminate, 11 miliarde de PDVSA și 1,5 miliarde de Ministerul Sănătății.

### Petróleos de Venezuela, SA (PDVSA)
Bloomberg afirmă că „ascensiunea lui Chávez la putere a adus corupție la o scară nemaiîntâlnită anterior la PDVSA”. În 2016, s-a dezvăluit că, între 2004 și 2014, 11 miliarde de dolari au fost deturnați de la PDVSA, cu miliarde de dolari plătiți pentru contracte frauduloase pentru platforme petroliere, nave și rafinării. Oficialii americani cred că guvernul bolivarian a folosit PDVSA pentru a spăla bani pentru gherilele columbiene și pentru a le ajuta să traficheze cocaină prin Venezuela.

## Clientelism și patronaj

### Boliburguesía
Boliburguesía este un termen care descrie noua burghezie creată de guvernul venezuelean al lui Hugo Chávez și de mișcarea chavistă, formată din persoane care s-au îmbogățit sub administrația lui Chávez. Termenul a fost inventat de jurnalistul Juan Carlos Zapata pentru a „defini oligarhia care s-a dezvoltat sub protecția guvernului Chávez”. Corupția printre membrii Boliburguesía și simpatizanții administrației chaviste a implicat transferul a milioane de dolari cu complicitatea funcționarilor publici, unii dintre aceștia îmbogățindu-se sub pretextul socialismului. Secretarul general al partidului de opoziție Acción Democrática a afirmat că corupția din sectorul financiar și din alte sectoare a fost legată de oficiali ai administrației Chávez.
În timpul mandatului lui Hugo Chávez, mii de proprietăți și afaceri au fost confiscate, iar influența companiilor străine a fost redusă. Economia Venezuelei a fost în mare parte controlată de stat și gestionată de ofițeri militari care aveau afaceri legate de funcțiile lor guvernamentale. Harold Trinkunas, cercetător principal la Brookings Institution, a avertizat că implicarea armatei în afaceri reprezenta „un pericol”, explicând că armata venezueleană „are cea mai mare capacitate de a constrânge oamenii să intre în afaceri”. Conform revistei Bloomberg Markets, „[p]rin apariția unor contracte foști oficiali militari și directori de afaceri pro-guvernamentali, Chávez a pus o nouă față sistemului de patronaj”.

### Companii deținute de guvern
Potrivit USA Today, politicile „Socialismului pentru secolul XXI” promovate de Hugo Chávez au inclus „supraaglomerarea companiei petroliere de stat Petróleos de Venezuela S.A., sau PDVSA, cu angajări clientelare”, ceea ce a dus, conform experților, la o gestionare defectuoasă a industriei petroliere din Venezuela. Financial Times a descris, de asemenea, PDVSA drept „o sursă de clientelism”, menționând că „numărul angajaților, recrutați pe baza loialității față de «Revoluția Bolivariană», a crescut de trei ori din 2003, ajungând la peste 121.000”.
În 2006, Rafael Ramírez, pe atunci ministru al energiei, le-a oferit angajaților PDVSA o alegere: să-l sprijine pe președintele Hugo Chávez sau să își piardă locurile de muncă. Ministrul a afirmat că „PDVSA este roșie [culoarea asociată partidului politic al lui Chávez], roșie de sus până jos”. Chávez l-a sprijinit pe Ramírez, declarând că lucrătorii din sectorul public trebuie să susțină „revoluția” și adăugând: „Muncitorii PDVSA sunt cu această revoluție, iar cei care nu sunt ar trebui să plece în altă parte. Mergeți la Miami”. PDVSA continuă să angajeze doar susținători ai președintelui, iar o mare parte din veniturile sale sunt folosite pentru finanțarea proiectelor politice.

### Guvernatorii de stat
Sub conducerea lui Chávez și Maduro, dacă candidații bolivarieni pierdeau alegerile pentru funcția de guvernator, președinții îi numeau pe candidații pierzători drept „Protectori” pentru a acționa ca guvernatori de stat, deși această practică nu există în legislația venezueleană. Chávez și Maduro recunoșteau „Protectorii” și le acordau fonduri pentru a stabili un guvern paralel față de guvernatorii de opoziție aleși.

### Comitetele locale pentru aprovizionare și producție (CLAP)

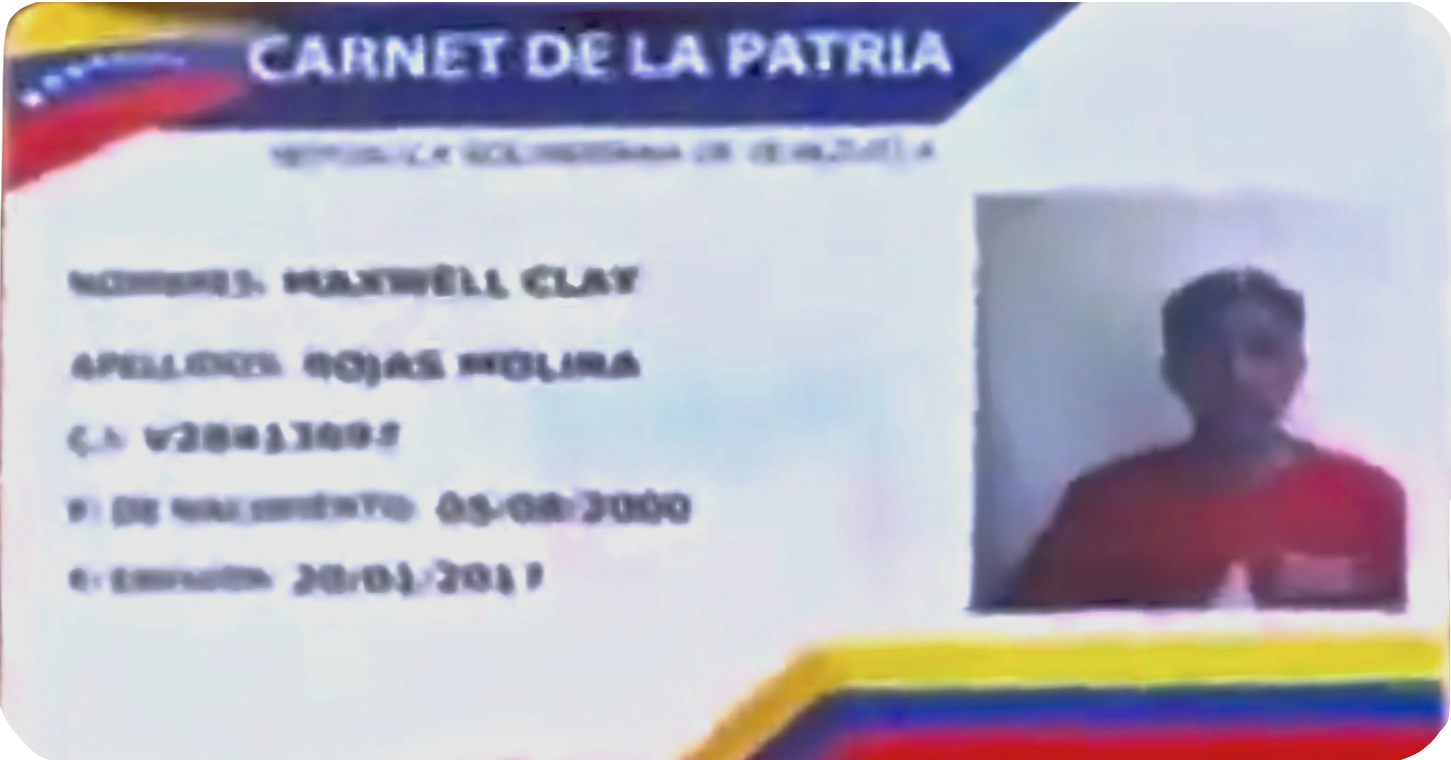
Venezuelenii au cerut carduri Carnet de la Patria emise de guvern pentru a primi alimente CLAP.

În timp ce venezuelenii sufereau din cauza lipsei de alimente, guvernul bolivarian a creat Comitetele Locale de Aprovizionare și Producție (CLAP) în 2016. Aceste comitete, controlate de susținători ai președintelui Maduro, erau destinate să furnizeze alimente și bunuri subvenționate direct gospodăriilor sărace din Venezuela. Potrivit vicepreședintelui Venezuelei, Aristóbulo Istúriz, CLAP-urile sunt un „instrument politic pentru apărarea revoluției”. Au apărut acuzații conform cărora doar susținătorii lui Maduro și ai guvernului primeau alimente, în timp ce criticii erau excluși. Organizația venezueleană pentru drepturile omului PROVEA a descris CLAP-urile drept „o formă de discriminare alimentară care exacerbează nemulțumirea socială”.

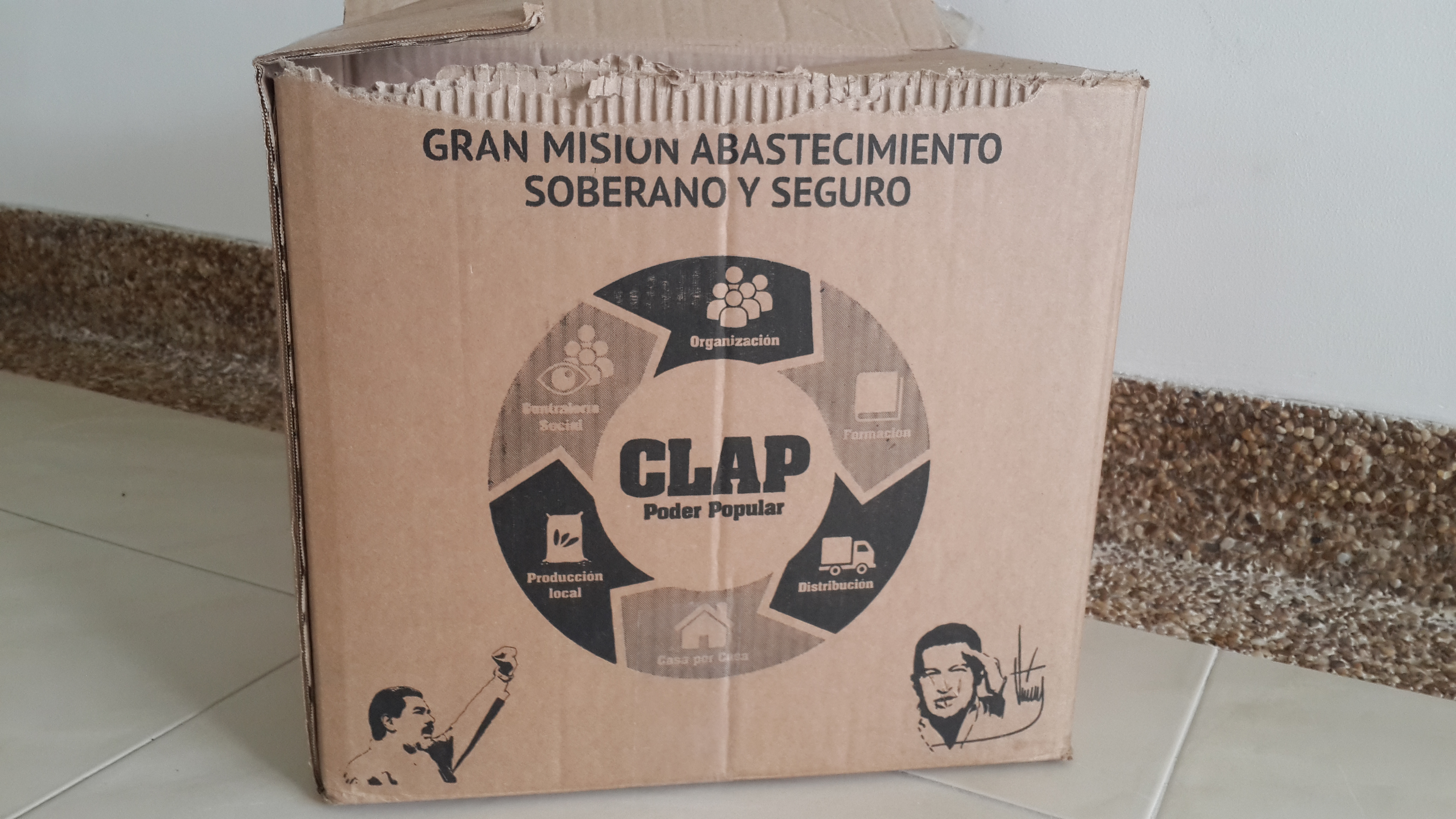
O cutie de mâncare oferită de CLAP, furnizorul primind fonduri guvernamentale deținute de președintele Nicolas Maduro

Luisa Ortega Díaz, procurorul general al Venezuelei între 2007 și 2017, a dezvăluit că președintele Maduro a profitat de pe urma crizei alimentare. CLAP a încheiat contracte cu Group Grand Limited, o companie deținută de Maduro prin intermediul unor persoane interpuse, precum Rodolfo Reyes, Álvaro Uguedo Vargas și Alex Saab. Această entitate mexicană vindea produse alimentare către CLAP și primea fonduri guvernamentale.
La 19 aprilie 2018, după o întâlnire multilaterală între peste o duzină de țări europene și latino-americane, oficialii Departamentului Trezoreriei al Statelor Unite ale Americii au declarat că au colaborat cu oficialii columbieni pentru a investiga programele corupte de import ale administrației Maduro, inclusiv CLAP. Ei au explicat că oficialii venezueleni și-au însușit 70% din fondurile alocate programelor de import destinate combaterii foametei din Venezuela. Națiunile implicate au afirmat că urmăresc să confiște profiturile obținute din corupție, care au fost direcționate către conturile oficialilor venezueleni, și să le păstreze pentru un posibil guvern viitor în Venezuela. O lună mai târziu, la 17 mai 2018, guvernul columbian a confiscat 25.200 de cutii CLAP conținând aproximativ 400 de tone de alimente în descompunere, care urmau să fie distribuite publicului venezuelean. Guvernul columbian a declarat că investighează companiile fantomă și spălarea de bani legate de operațiunile CLAP, afirmând că livrările urmau să fie utilizate pentru a cumpăra voturi în timpul alegerilor prezidențiale din Venezuela din 2018.

### Lista Tascón
Lista Tascón este o listă ce conține milioane de semnături ale venezuelenilor care au semnat în perioada 2003-2004 o petiție pentru organizarea unui referendum de revocare a președintelui Hugo Chávez, referendum ce a avut loc în 2004 și în care propunerea de revocare a fost respinsă. Lista, publicată online de către membrul Adunării Naționale Luis Tascón, a fost folosită de guvernul venezuelean pentru a discrimina împotriva celor care au semnat împotriva lui Chávez. Aceasta a oficializat „sectarismul”, iar venezuelenii care au semnat erau privați de locuri de muncă, beneficii, documente și se confruntau cu hărțuiri.

### Opinia poliției
La începutul anului 2019, în contextul trimiterii de ajutoare umanitare către Venezuela, guvernul a inițiat o campanie pentru a forța ofițerii de poliție și militarii să semneze o scrisoare deschisă de respingere a unei intervenții militare în Venezuela. Un grup de ofițeri de poliție din municipalitatea Mariño, statul Nueva Esparta, care a refuzat să semneze documentul, a fost arestat. Sute de angajați ai canalului public de televiziune TVes au fost concediați pentru refuzul de a semna scrisoarea. Pe 17 februarie, doi membri ai Gărzii Naționale au fost arestați pentru că au refuzat să semneze cartea „Mâinile jos de pe Venezuela” și pentru că și-au exprimat acordul cu intrarea ajutoarelor umanitare.

## Nepotism
Sub președinții Chávez și Maduro, nepotismul a crescut semnificativ în guvernul venezuelean.
Nicolás Maduro și soția sa, Cilia Flores au fost acuzați de nepotism, fiind semnalat că mai mulți apropiați ai acesteia au devenit angajați ai Adunării Naționale în perioada în care ea a fost deputat. Potrivit ziarului venezuelean Tal Cual, 16 rude ale lui Flores lucrau în biroul său în timpul mandatului său. Deși aceste rude au fost înlăturate în 2012, ele au găsit alte posturi în guvern în anul următor. Fiul lui Maduro, Nicolás Maduro Guerra, și alți membri ai familiei sale au fost de asemenea exemple de nepotism.
Diosdado Cabello, lider influent al regimului, este acuzat că a oferit recompense generoase prietenilor săi și că a umplut posturi guvernamentale cu membri ai familiei sale. Soția sa este membră a Adunării Naționale, fratele său conduce autoritatea de taxare a națiunii, iar sora sa este delegat al Venezuelei la ONU.

## Ramuri guvernamentale

### Sistem legislativ
Un raport din 2013 al Transparency International arăta că 66% dintre venezuelenii intervievați credeau că sistemul legislativ este corupt. În 2014, Rețeaua Latino-Americană pentru Transparență Legislativă a evaluat ramura legislativă din Venezuela ca având o transparență de doar 21%, fiind cea mai netransparentă din America Latină.

### Sistemul judiciar
Sistemul judiciar al Venezuelei este considerat cel mai corupt din lume de către Transparency International. Human Rights Watch acuză regimul Chávez că, în 2004, a preluat controlul Curții Supreme, a umplut-o cu susținători și a introdus măsuri care permit guvernului să demită judecătorii incomozi. În 2010, parlamentarii pro-Chávez au numit 9 judecători permanenți și 32 de supleanți, mulți dintre aceștia fiind aliați politici. Într-un sondaj Gallup din 2014, 61% dintre venezueleni și-au exprimat lipsa de încredere în sistemul judiciar.
În decembrie 2014, ziarul de stânga moderată El Espectador a afirmat, într-un articol despre acuzațiile împotriva Mariei Corina Machado, că urmărirea penală în Venezuela urmează un „scenariu familiar”. Ziarul a explicat: „[R]amura executivă lansează mai întâi public acuzații împotriva unui politician de opoziție, procurorii de stat încep apoi să adune acuzații formale, iar întregul proces este în cele din urmă confirmat de Curtea Supremă”.

#### Opinie publică
Conform unui sondaj Gallup din 2014, 61% dintre venezueleni nu aveau încredere în sistemul judiciar. Potrivit indicelui Statului de Drept din 2015 al World Justice Project, sistemul judiciar din Venezuela s-a clasat pe locul al treilea de la coadă în lume, iar sistemul de justiție penală a fost evaluat ca cel mai slab din lume conform sondajelor. Același indice arată că 79% dintre venezueleni credeau că sistemul judiciar era corupt, 95% considerau că justiția civilă era influențată în mod necorespunzător de guvernul bolivarian, iar 100% credeau că justiția penală era afectată de influențe neadecvate.

## Autorități

### Poliție
Corupția din Venezuela se extinde și în cadrul forțelor de poliție. Criminologii și experții susțin că salariile scăzute și lipsa de supraveghere a poliției au contribuit la această problemă. Multe victime evită să raporteze infracțiunile, temându-se că polițiștii, care colaborează adesea cu infractorii, le-ar putea aduce și mai mult rău. Human Rights Watch a raportat că „poliția comite una din cinci infracțiuni” și că mii de persoane au fost ucise de ofițeri care acționează cu impunitate; doar 3% dintre aceștia au fost inculpați. Poliția Metropolitană din Caracas, atât de coruptă încât a fost desființată, a fost chiar acuzată de complicitate în multe dintre cele 17.000 de răpiri raportate.